# Robert Malone
Robert Wallace Malone es un médico y bioquímico estadounidense cuyo trabajo se centró inicialmente en la tecnología de ARNm, y más tarde en la investigación de reutilización de fármacos. Durante la pandemia de COVID-19, ha sido ampliamente criticado por promover desinformación sobre la seguridad y eficacia de las vacunas contra el COVID-19 y sus tratamientos.

## Biografía

### Estudios
Malone se graduó de la Universidad de California en Davis y recibió su título de médico  de la Universidad Northwestern. Fue asistente de investigación clínica en la Universidad de Harvard y obtuvo su especialización en patología por la Universidad de California, Davis.

### Carrera profesional
Malone afirma ser el inventor de las vacunas de ARNm, aunque el crédito de la distinción se atribuye más a menudo a los avances posteriores de Katalin Karikó o Derrick Rossi, y estas son, en última instancia, el resultado de las contribuciones de cientos de investigadores, de los cuales Malone era solo uno —ciertamente de los primeros— de quienes participaron en el desarrollo de la tecnología de ARNm que posteriormente se usó en ellas.
En 1989 como estudiante de doctorado en el Instituto Salk de Estudios Biológicos en La Jolla, fue coautor junto con Philip Felgner e Inder Verma de un estudio en el que se describió por primera vez cómo la expresión de proteínas en una célula ajena puede ser desencadenada mediante ADN o ARN empaquetado en glóbulos de grasa (liposomas), en ese momento la investigación estaba aún enfocada dentro del contexto de intentar desarrollar un método de terapia génica. Este estudio se considera la primera publicación científica sobre los principios básicos la tecnología de ARNm.
Durante un trabajo de seguimiento, principios de la década de 1990, colaboró con Jon A. Wolff, Dennis A. Carson y otros en un estudio que por primera vez sugería la posibilidad de sintetizar ARNm en un laboratorio para desencadenar la producción de una proteína deseada en un sujeto. Este estudio que originalmente solo estaba destinado a controlar la transferencia a través de liposomas, demostró por primera vez que el ARNm "desnudo", no protegido, inyectado directamente en las células musculares de los ratones, puede desencadenar la expresión de proteínas en las células durante unos días.
Malone se ha desempeñado como director de asuntos clínicos de Avancer Group, miembro del consejo asesor científico de EpiVax, profesor asistente en la facultad de medicina de la Universidad de Maryland, Baltimore, y como profesor asociado adjunto de biotecnología en la Universidad Estatal de Kennesaw. Fue director ejecutivo y cofundador de la compañía Atheric Pharmaceutical, que en 2016 fue contratada por el Instituto de Investigación Médica de Enfermedades Infecciosas del Ejército de EE. UU. para ayudar en el desarrollo de un tratamiento contra el virus del Zika mediante la evaluación de la eficacia de los medicamentos existentes. Hasta 2020, Malone fue director médico de Alchem Laboratories, una compañía farmacéutica de Florida.

## Promoción de desinformación sobre COVID-19
Malone ha sido ampliamente criticado por propagar desinformación sobre el COVID-19, la cual incluye:
- Declaraciones sin fundamento sobre la supuesta toxicidad de las proteínas de la espícula generadas por algunas vacunas contra el COVID-19.[25][26][27][28]
- Aprovechar entrevistas en los medios de comunicación para popularizar la automedicación con ivermectina.[5]
- Tuitear un estudio realizado por otros que cuestionaba la seguridad de las vacunas el cual luego fue retractado.[25]
- Comparar la vacunación obligatoria con prácticas de mutilación como la castración y la mutilación genital femenina.[29]
- Afirmar sin fundamento que las vacunas de Pfizer – BioNTech y Moderna  contra el COVID-19 podrían empeorar las infecciones por COVID-19.[30]
- Afirmar falsamente que la Administración de Alimentos y Medicamentos (FDA) no había otorgado la aprobación completa a la vacuna de Pfizer - BioNTech en agosto de 2021.[31]
- Afirmar haber informado a la agencia estadounidense FDA sobre los "incalculables riesgos y efectos secundarios" de la vacunación basada en ARNm.[32]
- Afirmó también que LinkedIn suspendió su cuenta supuestamente debido a las publicaciones que había hecho cuestionando la eficacia de algunas vacunas COVID-19.[33]
- A principios de 2020, durante la pandemia de COVID-19, Malone participó en una investigación sobre el medicamento para la acidez estomacal famotidina (Pepcid) como un posible tratamiento contra el COVID-19 tras la evidencia anecdótica que sugería que podría estar asociado con una mayor supervivencia del COVID-19. Malone, que entonces trabajaba en Alchem Laboratories, sospechaba que la famotidina podría apuntar a una enzima que el virus (SARS-CoV-2) usa para reproducirse, y reclutó a un químico computacional para ayudar a diseñar un modelo 3D de la enzima basado en la secuencia viral y comparaciones con el virus del SARS de 2003.[34][35] Tras obtener resultados preliminares alentadores, Alchem Laboratories, junto con Northwell Health de Nueva York, iniciaron un ensayo clínico sobre famotidina e hidroxicloroquina.[34] Malone renunció a Alchem poco después de que comenzara el estudio y Northwell detuvo el ensayo clínico debido a la escasez de pacientes hospitalizados participantes.[36][37]
- Con otro investigador, Malone propuso con éxito a los editores de Frontiers in Pharmacology un número especial que presentaba estudios observacionales tempranos sobre medicamentos existentes utilizados en el tratamiento de COVID-19, para lo cual reclutaron a otros editores invitados, colaboradores y revisores. La revista rechazó dos de los artículos seleccionados: uno sobre famotidina en coautoría de Malone y otro presentado por el médico Pierre Kory sobre el uso de ivermectina.[36] El editor rechazó el artículo sobre ivermectina debido a lo que afirmó eran "una serie de fuertes afirmaciones sin fundamento" las cuales determinó que "no ofrecían una contribución científica objetiva ni equilibrada".[36] Malone y la mayoría de los demás editores invitados renunciaron en protesta en abril de 2021, y el número especial fue retirado del sitio web de la revista.[36]

## Publicaciones seleccionadas
- Malone, Robert (2021). «COVID-19: Famotidine, Histamine, Mast Cells, and Mechanisms». Frontiers in Pharmacology 12 (216): 633680. PMC 8021898. PMID 33833683. doi:10.3389/fphar.2021.633680.
- Malone, Robert (2016). «Zika Fetal Neuropathogenesis: Etiology of a Viral Syndrome». PLOS Neglected Tropical Diseases 10 (8): e0004530. PMC 4774925. PMID 26934531. doi:10.1371/journal.pntd.0004530.
- Malone, Robert (2016). «Zika Virus: Medical Countermeasure Development Challenges». PLOS Neglected Tropical Diseases 10 (3): e0004877. PMC 4999274. PMID 27560129. doi:10.1371/journal.pntd.0004877.
- Somiari, Stella; Drabick, Joseph; Malone, Robert; Gillbert, Richard (2000). «Theory and in Vivo Application of Electroporative Gene Delivery». Molecular Therapy 2 (3): 178-187. PMID 10985947. doi:10.1006/mthe.2000.0124.
- Bennett, Michael; Aberle, Alfred; Nantz, Michael; Malone, Robert (1997). «Cationic Lipid-Mediated Gene Delivery to Murine Lung: Correlation of Lipid Hydration with in Vivo Transfection Activity». Journal of Medicinal Chemistry 40 (25): 4069-4078. PMID 9406597. doi:10.1021/jm970155q.
- Malone, Robert; Montbriand, Phillip M. (1996). «Improved Method for the Removal of Endotoxin from DNA». Journal of Biotechnology 44 (1).
- Nantz, Micahel; Gruenert, Dieter; Malone, Robert (1995). «Cholesterol Enhances Cationic Liposome-mediated DNA Transfection of Human Respiratory Epithelial Cells». Bioscience Reports 15 (1): 47-53. PMID 7647291. doi:10.1007/BF01200214.
- Hickman, M. Anne; Lehmann-Bruinsma, Karin; Malone, Robert (1994). «Gene Expression Following Direct Injection of DNA into Liver». Human Gene Therapy 5 (12): 1477-1483. PMID 7711140. doi:10.1089/hum.1994.5.12-1477.
- Wolff, Jon A.; Williams, Phillip; Malone, Robert (1990). «Direct Gene Transfer into Mouse Muscle in Vivo». Science 247 (4949): 1465-1468. Bibcode:1990Sci...247.1465W. PMID 1690918. doi:10.1126/science.1690918.
- Malone, Robert; Verma, I.M. (1989). «Cationic Liposome-mediated RNA Transfection». Proceedings of the National Academy of Sciences 86 (16): 6077-6081. Bibcode:1989PNAS...86.6077M. PMC 297778. PMID 2762315. doi:10.1073/pnas.86.16.6077.